# Kyschtut (Landgemeinde)
Kyschtut (kirgisisch Кыштут айыл аймагы) ist eine Landgemeinde (ajyl aimagy) im Rajon Batken des Oblus Batken in Kirgisistan. Sie besteht aus 6 Dörfern.
Das Verwaltungszentrum ist das Dorf Tajan. Im Jahr 2009 hatte die Landgemeinde 7854 Einwohner. Bis 2023 wuchs die Bevölkerung auf 10.654 Einwohner.
| Dorf      | Kirgisischer Name | Einwohnerzahl (2021) |
| --------- | ----------------- | -------------------- |
| Tajan     | Таян              | 1693                 |
| Gas       | Газ               | 2201                 |
| Kyschtut  | Кыштут            | 1371                 |
| Sai       | Сай               | 2342                 |
| Sogment   | Согмент           | 2215                 |
| Tscharbak | Чарбак            | 0488                 |